# 러닝 바이 티칭
전문적 교육에서 러닝 바이 티칭(영어: learning by teaching, 독일어: Lernen durch Lehren)이란 학생이 수업 전체나 일부를 준비하고 가르치도록 하는 마르틴(Jean-Pol Martin)이 만든 방법을 가리킨다.러닝 바이 티칭에서 학생은 어떤 내용을 전달할 뿐만 아니라 자기 자산의 동료 학생을 가르치는 방법과 접근법도 선택할 수 있기 때문에 학생이 하는 프레젠테이션이나 강의와 혼동되지 않아야 한다. 또한 교사는 다른 방법과는 대조적으로 러닝 바이 티칭에서는 학습 과정을 통제하고 지원하기 때문에 튜터링과도 혼동되지 않아야 한다.

## 같이 보기
- 역진행 수업